# Jassinja
Jassinja (ukrainisch Ясіня; russisch Ясиня, russinisch Єсінє/Jesinje, slowakisch Jasiňa, ungarisch Kőrösmező, rumänisch Frasin) ist eine Siedlung städtischen Typs im Westen der Ukraine.

## Geographie
Der Ort liegt ganz im Osten der Oblast Transkarpatien nahe der Grenze zur Oblast Iwano-Frankiwsk im Rajon Rachiw an der Schwarzen Theiß (Чорна Тиса) und deren Vereinigung mit dem Flüsschen Laseschtschyna (Лазещина). Er wird umrahmt von den Bergen des Tschornohora- und des Swydiwez-Massivs und ist das Zentrum der Huzulen, eines Volksstamms in den Karpaten.

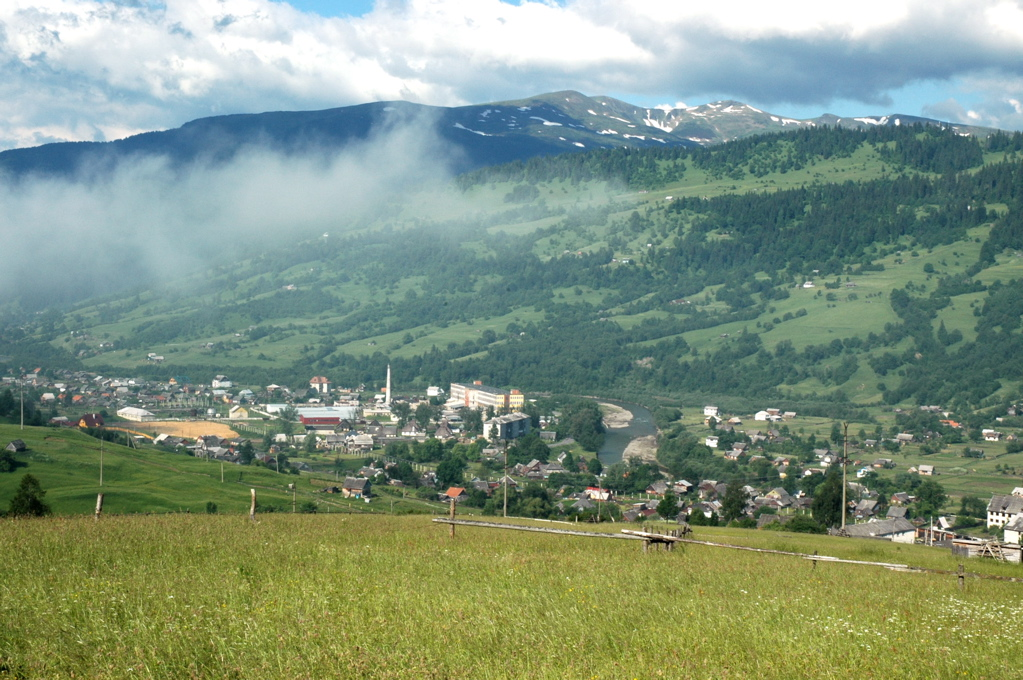
Blick auf Jassinja, die Schwarze Theiß und die umliegenden Berge

Am 12. Juni 2020 wurde die Siedlung städtischen Typs zusammen mit 6 umliegenden Dörfern zum Zentrum der neu gegründeten Siedlungsgemeinde Jassinja (Ясінянська селищна громада/Jassinjanska selyschtschna hromada) im Rajon Rachiw. Bis dahin bildete sie zusammen mit dem Dorf Stebnyj die Siedlungratsgemeinde Jassinja (Ясінянська селищна рада/Jassinjanska selyschtschna rada).
Folgende Orte sind neben dem Hauptort Jassinja ein Teil der Gemeinde:
| Name                     | Name       | Name                           | Name                            | Name        | Name    |
| ukrainisch transkribiert | ukrainisch | russisch                       | slowakisch                      | ungarisch   | deutsch |
| ------------------------ | ---------- | ------------------------------ | ------------------------------- | ----------- | ------- |
| Kwassy                   | Кваси      | Квасы                          | Kvasy                           | Tiszaborkút | -       |
| Laseschtschyna           | Лазещина   | Лазещина (Laseschtschina)      | Lazeština, Lazešcina            | Mezőhát     | -       |
| Sitnyj                   | Сітний     | Ситный                         | Sitný                           | Szitni      | -       |
| Stebnyj                  | Стебний    | Стебный                        | Stebna, Stebný                  | Dombhát     | -       |
| Trostjanez               | Тростянець | Тростянец                      | Trsťenec, Trosťanec             | Trosztyenec | -       |
| Tschorna Tyssa           | Чорна Тиса | Черная Тиса (Tschernaja Tissa) | Černá Tisa, Čorna Tisa, Mohelki | Feketetisza | -       |

## Infrastruktur
Durch den Ort verläuft die Bahnstrecke Sighetu Marmației–Iwano-Frankiwsk sowie die nationale Fernstraße N 09 von Rachiw nach Jaremtsche, welche beide über den Jablunyzja-Pass (auch Tatarenpass genannt) in die restliche Ukraine führen.

## Sehenswürdigkeiten
Nahe dem Ort befindet sich die alte Auferstehungskirche, die zusammen mit anderen ukrainischen und polnischen Holzkirchen der Karpatenregion im Jahr 2013 in das UNESCO-Weltkulturerbe aufgenommen wurde.

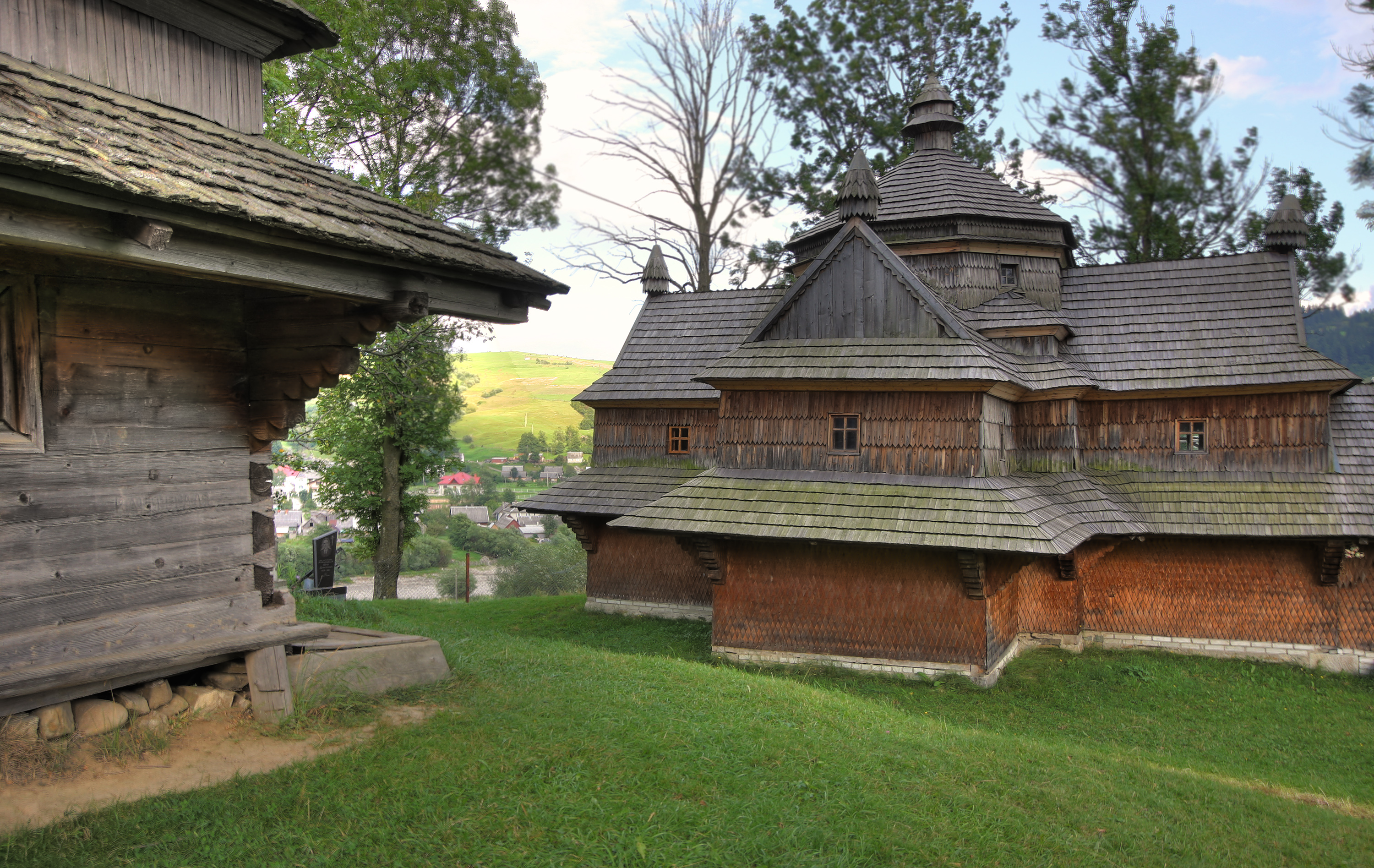
Holzkirche von Jassinja

## Geschichte
Der Ort, dessen Name auf Deutsch „Esche“ bedeutet, wurde 1555 zum ersten Mal schriftlich als Kreusmezew erwähnt. Bis 1919 war er Teil Ungarns im Komitat Máramaros, danach kurzzeitig Hauptstadt der Huzulenrepublik und schließlich bis 1939 ein Teil der Tschechoslowakei. Aus dieser Zeit stammt die Redensart „Od Jasini do Aše republika je naše“ („Von Jassinja bis Asch ist die Republik uns“).
1910 lebten hier offiziell 9795 Einwohner, von denen 6824 russinischsprachig, 1484 deutschsprachig (meistens Zipser aus der slowakischen Region Zips, die den schlesisch-basierten Dialekt Zäpsersch sprachen) und 1461 ungarischsprachig waren.
Nachdem er 1945 ein Teil der Sowjetunion wurde, erhielt er am 30. Mai 1947 das Statut der Siedlung städtischen Typs.

## Söhne und Töchter der Ortschaft
- Stepan Klotschurak (1895–1980), Politiker
- Dmytro Klympusch (1897–1959), ukrainisch-sowjetischer Politiker und militärischer Führer
- Oleksa Borkanjuk (1901–1942), sowjetisch-ukrainischer Journalist, Politiker und Partisan
- Iwan Kowbasnjuk (* 1993), Skirennläufer